# Отношения между Казахстан и Китай
Двустранните отношения между Република Казахстан и Китайската народна република са поели по важен стратегически път с разширяването на търговското и стратегическото сътрудничество между двете страни.

## История
Народна република Китай и Казахстан формират дипломатическите си отношения на 3 януари 1992 г.
Двете държави подписват първото си споразумение за общата им граница, която е дълга 1700 км, през април 1994 г. След това се подписват две допълнителни споразумения – през септември 1997 г. и през юли 1998 г.
През 1993 г. президентът на Казахстан Нурсултан Назарбаев прави официално посещение в Пекин по покана на президента на Китайската народна република Цзян Цзъмин. Оттогава лидерите на Китай и Казахстан често разменят официални посещения на високо ниво.

## Развитие на двустранните отношения
Китай и Казахстан работят в посока разрастване на търговията и партньорството помежду им, за да съдействат за по-бързото икономическото развитие на Казахстан, както и за използването на ресурсите в страната като: нефт, природен газ, минерали и други основни енергийни ресурси. Поради бързото разширяване на вътрешните си енергийни нужди, Китай се стреми да бъде водеща роля в отглеждането и развитието на енергийната промишленост в Казахстан. Освен че работи с четири по-малки петролни залежи, Китайската национална нефтогазова корпорация купува през 2005 г. „Петроказахстан“ за 4,18 милиарда щатски долара. „Петроказахстан“ е най-голямата независима петролна компания в бившия Съветски съюз. Китай инвестира и 700 млн. щатски долара за изграждането на петролопровод, който да стига до Китайската граница.
През 2009 г. Китай отпуска 10 милиарда щатски долара на Казахстан и така придобива дял в компанията „КазМунайГаз“.
С днешна дата китайското навлизане на казахстанския петролно-газов пазар е обусловено от икономически причини.

## Стратегическо сътрудничество
И двете страни се стремят към засилване на регионалното си сътрудничество в областта на сигурността, икономическо развитие, както и се борят с тероризма и трафика на наркотици сред централноазиатските държави. Именно затова Китай и Казахстан стават и съоснователи на Шанхайската организация за сътрудничество през 1996 г.

## Петролопровод Казахстан – Китай
Петролопроводът Казахстан-Китай е първият директен такъв, който позволява внос на петрол от Централна Азия към Китай. Той тръгва от брега на Каспийско море в Казахстан и стига до Синцзян в Китай. Петролопроводът е собственост на Китайската национална нефтогазова корпорация и на Казахстанската петролна компания „КазМунайГаз“.
Китай се стреми да използва участието си в петролногазови проекти на казахстанска територия, за да включи страната в сферата на политическото си влияние. Казахстан от своя страна използва богатите си находища на петрол и газ. Готов е да сътрудничи и със САЩ, и с Иран, и с Китай.
Заради общата си граница двете страни контактуват без посредници. Пекин разглежда Казахстан като доставчик на суровини и ресурси за китайската икономика. Ръководството на народната република много държи националният капитал да участва в петролногазови проекти в чужбина. Делът на китайските компании в общия добив на нефт в Казахстан почти се е изравнил с участието на националната компания „КазМунайГаз“ (близо 15%). Поредна стъпка в разширяването на китайското присъствие става и изразеното от Пекин намерение да купи дял от акционерното дружество „Мангистаумунайгаз“. За същото е настоявала по-рано и руската „Газпром нефт“, но получава отказ от казахстанските власти.
Си Ен Пи Си притежава 36 находища на петрол и газ, а също и 58% от акциите на нефтохимическия завод в Павлодар, което я нарежда сред големите петролодобивни компании в Казахстан.